# Championnat du Sénégal de football 2000
Navigation
Saison 1999 Saison 2000-2001
La saison 2000 du Championnat du Sénégal de football est la trente-cinquième édition de la première division au Sénégal. Les douze meilleures équipes du pays sont regroupées au sein d'une poule unique où elles s'affrontent deux fois, à domicile et à l'extérieur. À l'issue du championnat, les deux derniers du classement sont relégués et remplacés par les quatre meilleurs clubs de Division 2, afin de refaire passer le championnat à quatorze équipes.
C'est l'ASC Diaraf qui remporte le championnat cette saison après avoir terminé en tête du classement final, avec un seul point d'avance sur l'ASC Port Autonome et deux sur l'ASEC Ndiambour. C'est le neuvième titre de champion du Sénégal de l'histoire du club.
Le vainqueur du championnat se qualifie pour la Coupe des clubs champions africains tandis que le vainqueur de la Coupe du Sénégal obtient son billet pour la Coupe des Coupes. Enfin, le deuxième du championnat se qualifie pour la Coupe de la CAF.

## Les clubs participants
| - US Gorée - Compagnie sucrière sénégalaise - ASC Port Autonome - AS Douanes - ASC Jeanne d'Arc - ASC Cambérène - Promu de Division 2 | - ASC Niayès-Pikine - ASC Diaraf - US Rail - ETICS Mboro - Promu de Division 2 - SONACOS - ASEC Ndiambour |

## Compétition
Le barème de points servant à établir les classements se décompose ainsi :
- Victoire : 3 points
- Match nul : 1 point
- Défaite : 0 point

### Classement
| Rang | Équipe                         | Pts | J  | G  | N  | P  | Bp | Bc | Diff |
| ---- | ------------------------------ | --- | -- | -- | -- | -- | -- | -- | ---- |
| 1    | ASC Diaraf                     | 37  | 22 | 9  | 10 | 3  | 20 | 9  | +11  |
| 2    | ASC Port AutonomeC             | 36  | 22 | 9  | 9  | 4  | 21 | 12 | +9   |
| 3    | ASEC Ndiambour                 | 35  | 22 | 10 | 5  | 7  | 23 | 21 | +2   |
| 4    | US Gorée                       | 34  | 22 | 9  | 7  | 6  | 17 | 16 | +1   |
| 5    | ASC Jeanne d'ArcT              | 32  | 22 | 8  | 8  | 6  | 21 | 13 | +8   |
| 6    | Compagnie sucrière sénégalaise | 31  | 22 | 8  | 7  | 7  | 21 | 16 | +5   |
| 7    | SONACOS                        | 30  | 22 | 7  | 9  | 6  | 16 | 13 | +3   |
| 8    | AS Douanes                     | 27  | 22 | 7  | 6  | 9  | 16 | 17 | -1   |
| 9    | ASC Niayès-Pikine              | 24  | 22 | 5  | 9  | 8  | 11 | 15 | -4   |
| 10   | US Rail                        | 23  | 22 | 4  | 11 | 7  | 10 | 15 | -5   |
| 11   | ETICS MboroP                   | 21  | 22 | 4  | 9  | 9  | 12 | 27 | -15  |
| 12   | ASC CambérèneP                 | 17  | 22 | 3  | 8  | 11 | 9  | 23 | -14  |

|  | Qualification pour la Ligue des champions de la CAF 2001                         |
|  | Qualification pour la Coupe des Coupes 2001                                      |
|  | Qualification pour la Coupe de la CAF 2001                                       |
|  | Relégation directe en Division 2                                                 |
|  | T : Tenant du titre C : Vainqueur de la Coupe du Sénégal P : Promu de Division 2 |

## Bilan de la saison
| Championnat du Sénégal de football 2000 |                       |
| Champion                                | ASC Diaraf (9e titre) |
| Coupes et trophées                      |                       |
| Vainqueur de la Coupe du Sénégal 2000   | ASC Port Autonome     |
| Qualifications continentales            |                       |
| Ligue des champions de la CAF 2001      | ASC Diaraf            |
| Coupe des Coupes 2001                   | ASC Port Autonome     |
| Coupe de la CAF 2001                    | ASEC Ndiambour        |
| Promotions et relégations               |                       |
| Promus en Division 1                    | ASFA Dakar            |
| Promus en Division 1                    | Dakar Université Club |
| Promus en Division 1                    | Casa Sport            |
| Promus en Division 1                    | Stade de Mbour        |
| Relégués en Division 2                  | ETICS Mboro           |
| Relégués en Division 2                  | ASC Cambérène         |